# Том Бейтман
Том Бейтман (англ. Tom Bateman ; (15 березня 1989 , Оксфорд )) — британський актор театру, кіно та телебачення.

## Кар'єра
Том Бейтман народився в сім'ї вчителів, має тринадцять братів і сестер, включаючи брата-близнюка.. Під час навчання у школі він провів літній сезон у Національному молодіжному театрі напередодні складання випускних іспитів. Після закінчення школи Бейтман отримав стипендію в Лондонській академії музичного та драматичного мистецтва, яку він так і не закінчив, оскільки режисер Джозі Рурк запросила його на роль Клодіо у спектаклі " Багато шуму з нічого ", де його партнерами по сцені стали Девід Теннант та Кетрін Тейт.
У 2013 році Том Бейтман отримав одну з основних ролей журналіста Денні Хіллієра в першому сезоні франко-британського телесеріалу "Туннель". Наступною його появою на телеекрані стала епізодична роль Джуліано Медічі в історичному фентезі "Демони Да Вінчі". У 2015 році актор виконував головного героя з роздвоєнням особистості у фантастичному телесеріалі виробництва ITV "Джекілл і Хайд"
Голлівудський дебют Бейтмана відбувся у комедійному фільмі "Дочка та мати її" у 2017 році. Раніше, у вересні 2016 року стало відомо, що актор приєднається до акторського складу фільму Кеннета Брани "Вбивство у «Східному експресі»" у ролі мосьє Бука. Прем'єра фільму відбулася у листопаді 2017 року.
Влітку 2019 року на телеекрани вийшов серіал "Бічем-хаус", в якому Том Бейтман грає головну роль Джона Бічема, військового у відставці та власника великого маєтку в Індії. Серіал заочно охрестили « абатством Даунтон у Делі», важливу роль у ньому має Британська Ост-Індська компанія.
З жовтня 2018 року актор також прикріплений до акторського складу фільму "Смерть на Нілі", в якому він повторив свою роль мсьє Бука з "Вбивства у Східному експресі".

## Особисте життя
З 2017 року Том Бейтман зустрічається з акторкою Дейзі Рідлі, з якою він познайомився на зйомках "Вбивства у «Східному експресі»" у 2016 році.